# Curtiss-Wright Technical Institute
Le Curtiss-Wright Technical Institute était l'une des premières écoles de métiers professionnelles gérées par la société Curtiss-Wright pour la formation à la maintenance d'aéronefs,. Le directeur, le major CC Moseley, était l'un des trois seuls directeurs d'école sélectionnés à travers l'Amérique pour établir les normes du programme de formation des pilotes civils d'avant la Seconde Guerre mondiale.
L'institut a d'abord été installé dans l'aérogare du Grand Central Air Terminal à Glendale, en Californie, s'étendant aux hangars et bâtiments voisins autour de l'aéroport. TWA et American Airlines ont tous deux assuré un service transcontinental depuis l'aéroport . Pendant la Seconde Guerre mondiale, plus de 7500 mécaniciens ont été formés à l'installation.
En 1950, l'institut est devenu une partie de la Grand Central Aircraft Company et le Curtiss-Wright Technical Institute a été rebaptisé Cal-Aero Technical Institute . L'US Air Force a utilisé l'institut pour former des mécaniciens sous contrat jusqu'en 1952. Les inscriptions ont fortement chuté après l'annulation du contrat et la fermeture de l'établissement en 1954.

## Cours
À son apogée, le CWTI comptait huit domaines d'études.
- Ingénierie aéronautique
- Ingénierie aéronautique post-universitaire
- Maître mécanicien aéronautique
- Moteur spécialisé
- Avion spécialisé
- Tôlerie spécialisée
- Dessin aéronautique
- Lecture de plan d'avion

## Histoire
L'Institut a enseigné la conception pratique d'avions avec des étudiants produisant des avions réels qui sont entrés en production.

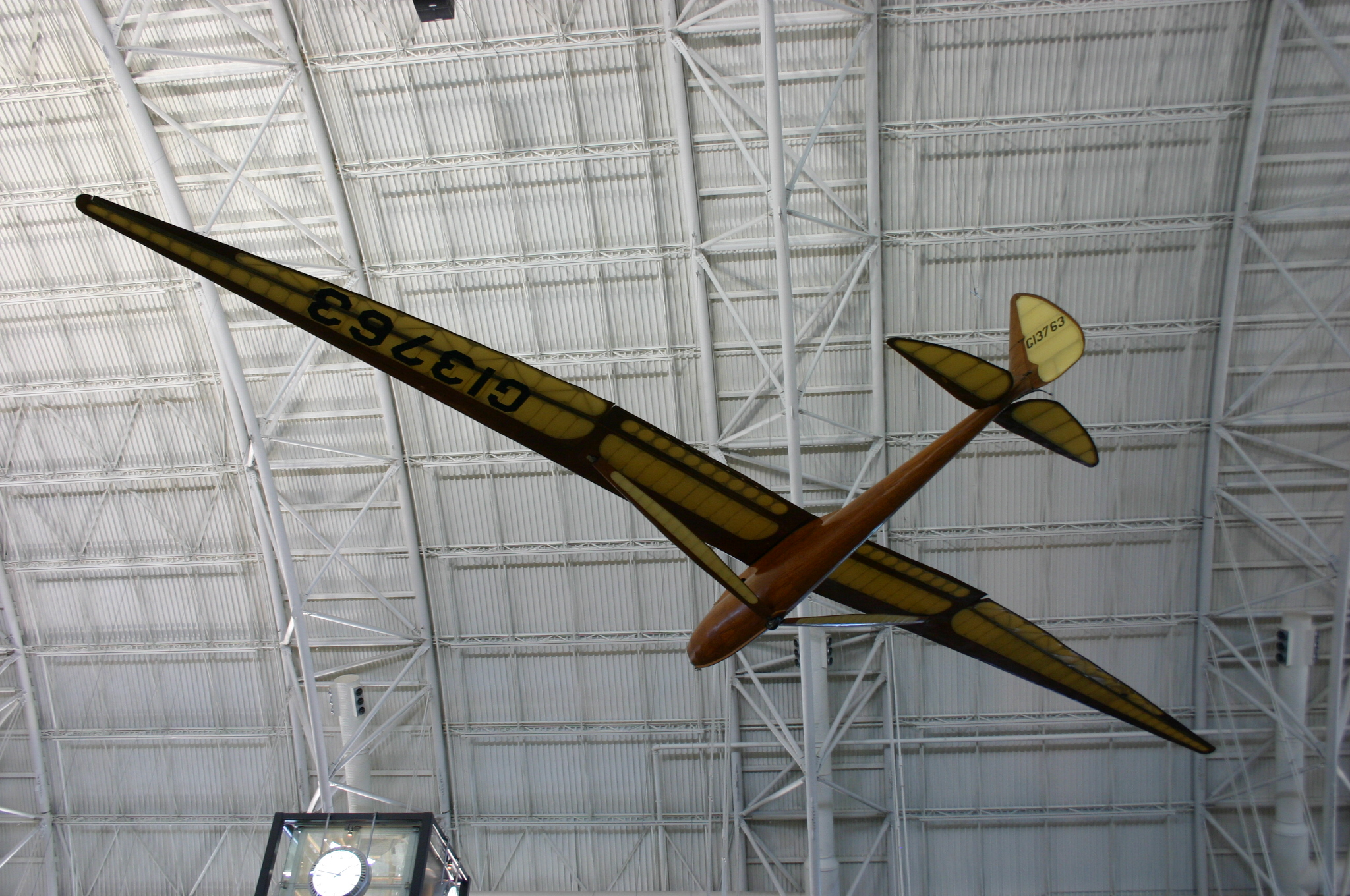
Bolus 1-S-2100

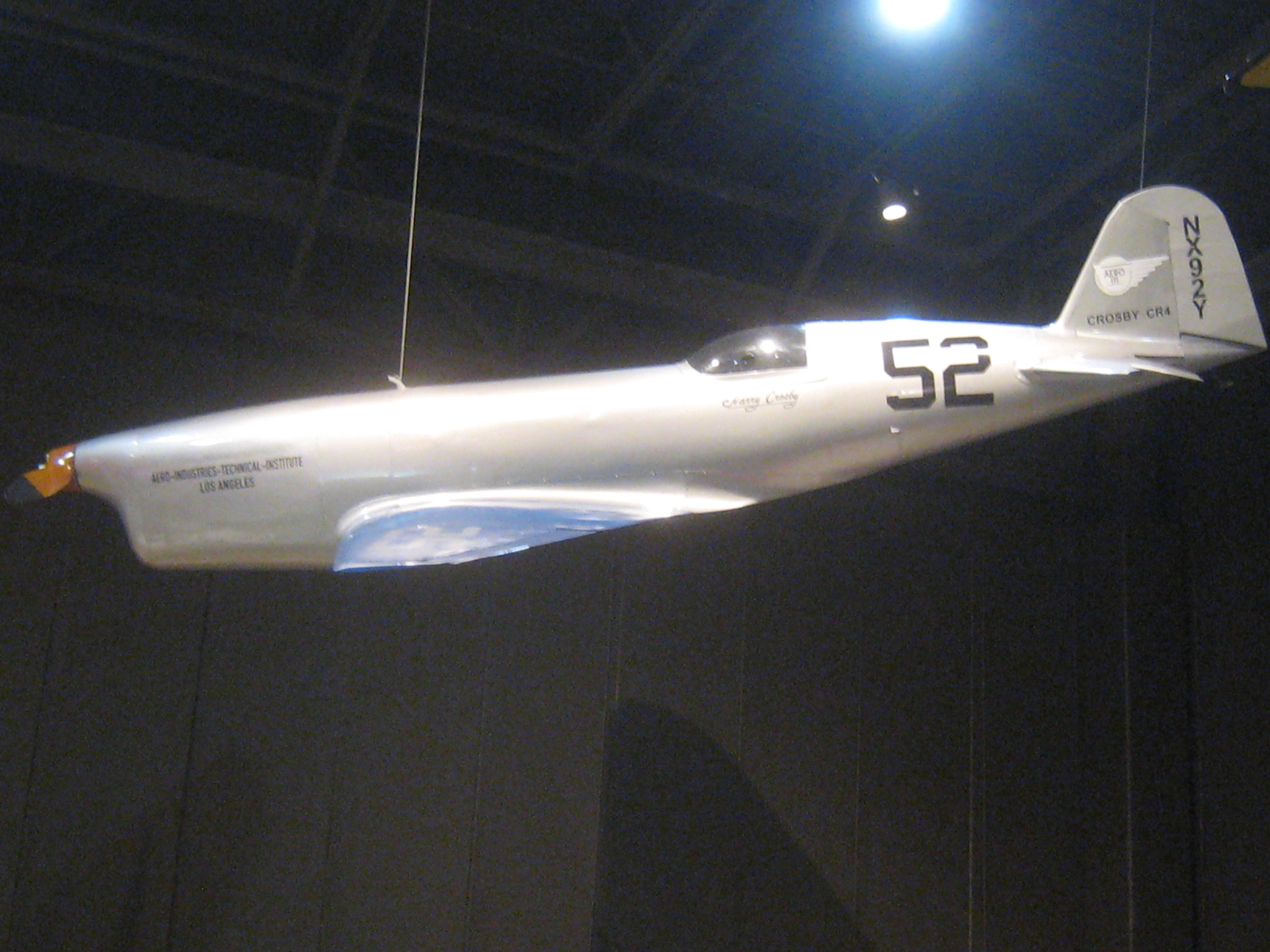
Crosby CR-4

Martin Schempp a enseigné des cours de conception d'avions au CWTI. Avec des étudiants, ils ont développé le Super Sailplane de 1932 qui a servi de prototype au planeur Bowlus 1-S-2100  Senior Albatross "Falcon" . Cet avion est exposé au Smithsonian's National Air and Space Museum. Richard C. du Pont était l'un des premiers étudiants qui a travaillé sur le programme et a utilisé l'expertise acquise pour fonder la Bowlus-DuPont Sailplane Company en 1934.
En 1935, les étudiants ont construit le coureur Bunting I conçu par Al Novotney qui a participé aux National Air Races.
Le Curtis Coupe (en) a été conçu par des étudiants et mis en production limitée par Curtiss-Wright à Robertson, Missouri.
Les étudiants ont également aidé à développer et à construire les avions de course Burrows R-6, Rider R-6, Crosby C6R3 et Crosby CR-4 (en) .